# Günther Ziegler (Radsportler)

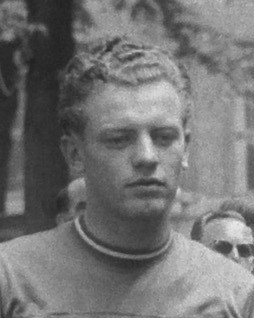
Günther Ziegler (1958)

Günther Engelhart Ziegler (* 18. Januar 1933 in Dittelbrunn; † 19. Dezember 2013 in Schweinfurt) war ein deutscher Radrennfahrer und Radsporttrainer.
Von 1950 bis 1957 fuhr Günther Ziegler Radrennen als Amateur, sein Verein war der RV 1889 Schweinfurt. Von 1953 bis 1956  wurde er Deutscher Meister im Mannschaftszeitfahren. 1956 nahm Günther Ziegler, nachdem er sich in den innerdeutschen Olympiaausscheidungen durchgesetzt hatte, an den Olympischen Sommerspielen in Melbourne teil und fuhr den Sprint sowie das Tandemrennen (mit Fritz Neuser), konnte sich aber nicht vorne platzieren. Fünf Mal wurde er mit der Mannschaft des RV 1889 Schweinfurt deutscher Meister im Mannschaftszeitfahren. 1956 siegte er im Grand Prix Machester, einem international besetzten Turnier für Sprinter.
Von 1957 bis 1964 war Ziegler Profi und als solcher einer der stärksten deutschen Bahnradfahrer. Seine Spezialdisziplinen waren der Sprint und das Zweier-Mannschaftsfahren. 1961 wurde er deutscher Meister im Sprint, 1962 und 1964 deutscher Vize-Meister. Insgesamt errang er elf nationale Titel. 1961 belegte Günther Ziegler bei der Europameisterschaft im Zweier-Mannschaftsfahren den zweiten Platz, gemeinsam mit Sigi Renz. Er startete bei 38 Sechstagerennen; 1960 gewann er das Sechstagerennen von Essen mit Hans Jaroszewicz. 
Ziegler wurde von Bundespräsident Theodor Heuss mit dem Silbernen Lorbeerblatt ausgezeichnet. Nach dem Ende seiner aktiven Radsport-Laufbahn eröffnete er ein Fahrradgeschäft in seinem Geburtsort Dittelbrunn und war als Trainer beim RV 89 Schweinfurt aktiv.